# Véres igazság
A Véres igazság (eredeti cím: Puncture Wounds, nemzetközi cím: A Certain Justice) 2014-ben bemutatott amerikai akciófilm, melyet Giorgio Serafini és James Coyne rendezett, valamint Coyne írt. A főszerepben Cung Le és Dolph Lundgren látható.

## Történet
John Nguyen poszttraumás stressz zavarban szenvedő veterán. Annak ellenére, hogy háborús hősnek számít, nehezen alkalmazkodik a civil élethez. Amikor egy nő sikolyát meghallja, nyomozni kezd, és összetűzésbe keveredik több árja nemzetbeli gengszterrel, akik Tanyát, a helyi bűnbanda főnökének, Hollisnak a szolgálatában álló prostituáltat zaklatják. Tanya elborzad, amikor John egy kivételével az összes gengsztert megöli; bár hálás a segítségéért, azt mondja, hogy John mindkettőjüket arra ítélte, hogy Hollis keze által haljanak meg. Tanya azt tervezi, hogy elmenekül a városból, ezért vesz egy buszjegyet, de Hollis azzal győzködi a maradásra, és azt ígéri neki, hogy elhagyhatja az utcát, és újra vele élhet. Hollis utasítja hadnagyát, Vin-t, hogy gyilkolja meg John családját. Vin vonakodva engedelmeskedik. John feldühödve felkutatja Bennettet, a drogdílert, és visszavág Hollis metamfetaminüzletének, brutálisan megölve több embert, akik felelősek a családja haláláért.
Miközben Hollis és John harcol egymással, két zsaru próbálja megoldani az ügyet. Mitchell őrmester úgy véli, hogy John becsületes, míg társa, egy Hollis alkalmazásában álló piszkos zsaru megpróbálja félrevezetni a nyomozást. John beszervezi rokkant háborús bajtársát, J. P.-t, hogy segítsen neki a Hollisszal való végső összecsapásban. Amikor Hollis éppen erőszakkal próbálja megerőszakolni Tanyát, Vin közbelép. Mielőtt Vin és Hollis összecsaphatnának, John megtámadja Hollis házát. John megöli Hollis emberei többségét, és Vin-t hagyja meghalni egy késpárbaj során. Bár John elkapja Hollis-t, erősítés érkezik, és ellene fordítja a helyzetet. Johnt és J. P.-t is elfogják, valamint Hollis megöli J. P.-t. John kihívja Hollis-t egy az egy elleni küzdelemre, és amikor John győzni látszik, Tanya lelövi és megöli Hollis életben maradt emberét, mielőtt azok közbeléphetnének. Johnt és J. P.-t is elfogják, majd miután John megöli Hollis-t, megérkezik Mitchell, és azt mondja neki, hogy hagyja el a tetthelyet, mert ő majd feltakarít.

## Szereplők
| Színész           | Szereplő              | Magyar hang    |
| ----------------- | --------------------- | -------------- |
| Cung Le           | John Nguyen           | Szabó Máté     |
| Dolph Lundgren    | Hollis                | Jakab Csaba    |
| Vinnie Jones      | Bennett               | Gubányi György |
| Briana Evigan     | Tanya                 | Vágó Bernadett |
| Gianni Capaldi    | Vin                   | Varga Gábor    |
| Scott Sheeley     | Carsen                | Renácz Zoltán  |
| James C. Burns    | Terry Mitchell rendőr | Rosta Sándor   |
| Robert LaSardo    | Magico                | ?              |
| Jonathan Kowalsky | J. P.                 | ?              |
| Jake Jacobson     | O'Hanrahan            | Holl Nándor    |

## Filmkészítés
A forgatás 17 napig tartott. Cung Le elárulta, hogy több kisebb sérüléseket szenvedett a forgatás alatt, de úgy véli, hogy ez az eddigi legjobb színészi alakítása.

## Bemutató
A Véres igazságot közvetlenül DVD-n adták ki 2014. március 14-én, Magyarországon a film nem jelent meg DVD-n, kizárólag televízióban sugározták szinkronizálva.